# رافائل (نام کوچک)
رافائل یک نام کوچک است. افراد سرشناس با این نام از این قرارند:
- رافائل سوبیس، بازیکن فوتبال اهل برزیل
- رافائل آکوستا (بازیکن فوتبال اهل اروگوئه)، بازیکن فوتبال اهل اروگوئه
- رافائل سیلوا (بازیکن فوتبال)، بازیکن فوتبال اهل برزیل
- رافائل مارتینز (ژیمناست)، ژیمناست اهل اسپانیا
- رافائل مونیوز (شناگر)، شناگر اهل اسپانیا
- رافائل نادال، بازیکن تنیس اهل اسپانیا
- رافائل نازاریان، یک بازیکن فوتبال اهل ارمنستان
- رافائل فلورو، بازیکن فوتبال اهل پرتغال
- رافائل مارکز، بازیکن فوتبال اهل مکزیک
- رافائل برگس، بازیکن سابق و مربی فوتبال اهل اسپانیا
- رافائل فریرا سیلوا، بازیکن فوتبال اهل پرتغال
- رافائل مارتین باسکس، بازیکن فوتبال اهل اسپانیا
- رافائل میندز، بازیکن فوتبال اهل بولیوی
- رافائل دا سیلوا، بازیکن فوتبال اهل برزیل
- رافائل دیاز-بالارت، سیاستمدار اهل کوبا
- رافائل مونئو، معمار اهل اسپانیا
- رافائل مگال، نقاش اهل ارمنستان
- رافائل لئوناردو کایخاس، اقتصاددان و سیاستمدار اهل هندوراس
- رافائل آلبرتی، شاعر اهل اسپانیا
- رافائل اوبر، نویسنده و روزنامه‌نگار قرن بیستم میلادی اهل فرانسه
- رافائل تاردون، نویسنده و شاعر قرن بیستم میلادی اهل فرانسه
- رافائل سمز، نظامی اهل ایالات متحده آمریکا

## شخصیت‌های داستانی
- رافائل (لاک‌پشت‌های نینجا)، یک شخصیت داستانی و یکی از چهار شخصیت اصلی از سری داستان‌های لاک‌پشت‌های نینجا